# Diabolical
Diabolical ist eine schwedische Death- und Thrash-Metal-Band aus Sundsvall, die im Jahr 1996 unter dem Namen Misanthropic Orchestra gegründet wurde.

## Geschichte
Die Band wurde gegen Ende des Jahres 1996 unter dem Namen Misanthropic Orchestra von Gitarrist Sverker „Widda“ Widgren gegründet. Ihr erstes Demo nahm die Band gegen Ende 1997 im Studio Mysak in Sundsvall auf. Es entstand ein Demo, das ein Lied umfasste, welches auf diversen Kompilationen in den Jahren 1998 und 1999 zu hören war. Als Schlagzeuger war darauf Keuron, als Bassist Phamarus und als Sänger Jens „Agilma“ Blomdal zu hören. Im April 1998 wurde Keuron durch Schlagzeuger Lars Söderberg ersetzt, da Widgren mit Keurons Leistung nicht zufrieden war. zu diesem Zeitpunkt nannte sich die Band außerdem Diabolical. Den Rest des Jahres verbrachte die Band mit Proben im Studio, wobei viele verschiedene Musiker an den Sessions teilnahmen. Im August entschied sich die Band, ohne permanenten Bassisten fortzufahren.
Im Oktober 1998 begab sich die Band erneut ins Studio, um das nächste Demo Northern Triumphators aufzunehmen. Die nun dreiköpfige Band nahm das Demo im Green Castle Studio auf, wobei Widgren die E-Gitarre spielte, Blomdal den Gesang und Söderberg das Schlagzeug übernahm. Ein paar Wochen später nahm die Band Lieder für die Kompilation Metal Militia Vol. 3 auf, deren Veröffentlichung für das Jahr 1998 angedacht war, jedoch verzögerte diese sich in das Jahr 2001. In den Folgemonaten nach den Aufnahmen änderte sich die Besetzung der Band des Öfteren, wobei im Juni 1999 Hans Karlsson als Gitarrist zur Band kam. Im August 1999 nahm die Band im Studio 4 das Lied The Dreaming Dead auf. Als neuer Sänger war dabei Magnus Ödling zu hören. Im Januar 2000 begab sich die Band ins Studio 4, um ihre erste EP aufzunehmen. Darauf waren drei neue Lieder, sowie das schon aufgenommene The Dreaming Dead enthalten. Die EP erschien unter dem Namen Deserts of Desolation im Mai 2000 bei Cadla Communications (West-Europa), Guano Records (Ost-Europa) und Civilian Death Network Records (Amerika). Von der EP wurden etwa 3.000 Kopien abgesetzt.
Im Juli 2000 erreichte die Band einen Vertrag bei Scarlet Records. Im August nahm die Band ihr Debütalbum Synergy im Studio Underground in Västerås auf. Als Produzent war dabei P.O. Saether tätigt. Im April 2001 erschien das Album. Der Veröffentlichung folgten diverse Angebote für Auftritte in ganz Europa, die die Band zunächst alle ablehnte. Im Juni 2001 kam Jonas Berndt als Live-Bassist zur Band. Im Juni 2001 hielt die Band ihren ersten Live-Auftritt überhaupt ab, wonach die Gruppe sich entschied, in Zukunft weitere Live-Auftritte abzuhalten. Im August und September 2001 begab sich die Band erneut in das Studio Underground mit P.O. Saether, um das zweite Album A Thousand Deaths aufzunehmen. Im November 2001 folgte die erste Tour durch Skandinavien, die sieben Auftritte in Schweden und Dänemark umfasste, wobei die Gruppe zusammen mit Bands wie Portal, Hatesphere, Grave, Mörk Gryning und Withered Beauty spielte. Daraufhin schloss sich im März 2002 eine zweite Tour durch Skandinavien an, die vier Auftritte in Schweden mit Centinex umfasste. Im selben Monat verließ Berndt die Band wieder und wurde durch Live-Bassist Roger Bergsten ersetzt.
Im März 2002 folgte die Veröffentlichung von A Thousand Deaths bei Scarlet Records. In Amerika erschien es im September bei World War III Music. Der Veröffentlichung folgte im April und Mai eine vierwöchige Tour durch Europa zusammen mit Vomitory, Amon Amarth, Callenish Circle und Sins of Omission. Nach der Tour kamen Rickard Persson als permanenter Bassist und Schlagzeuger Henric Ohlsson (Theory in Practice) zur Band. Mit dieser Besetzung folgten im Juli 2002 diverse Auftritte. Im August verließ Henric Ohlsson die Band wieder, um sich auf Theory in Practice zu konzentrieren. Im Herbst begann die Suche nach einem neuen Schlagzeuger, der im Februar, sechs Monate später, mit Carl Stjärnlöv gefunden wurde. Im April und Mai folgten 10 Auftritte in Schweden, Deutschland, den Niederlanden und Belgien zusammen mit Defleshed und Taetre. Im Mai folgte ein Auftritt auf dem schwedischen 2000 Decibel und im Juni auf dem Smack Rockfestival. Im Juli spielte die Band auf dem österreichischen Kaltenbach Open Air und dem tschechischen Obscene Extreme.
Im Jahr 2008 erschien das nächste Album The Gallery of Bleeding Art. Der Veröffentlichung folgten zwei kleinere Touren durch Europa. Im November 2010 erschien die Single Eye, der am 4. Februar 2011 die Kompilation Ars Vitae folgte. Diese enthielte bisher unveröffentlichte Aufnahmen aus dem Jahr 2010, die in Tore „Necromorbus“ Stjernas Necromorbus Studio aufgenommen wurden und von Sverker Widgren produziert wurden. Außerdem war darauf ein Live-Auftritt enthalten, sowie neu gemasterte Versionen der EP Deserts of Desolation.

## Stil
Die Band spielt eine Mischung aus Death- und Thrash-Metal, wobei aber auch gelegentlich Anleihen aus dem Progressive Metal herangezogen werden.

## Diskografie

### Als Misanthropic Orchestra
- 1997: Demo (Demo, Eigenveröffentlichung)

### Als Diabolical
- 1999: Northen Triumphators (Demo, Eigenveröffentlichung)
- 2000: Deserts of Desolation (EP, Cadla Communications (West-Europa), Guano Records (Ost-Europa), Civilian Death Network Records (Amerika))
- 2001: Synergy (Album, Scarlet Records)
- 2002: A Thousand Deaths (Album, Scarlet Records, World War III Music (Amerika))
- 2008: The Gallery of Bleeding Art (Album, Vici Solum Productions)
- 2010: Eye (Single, Vici Solum Productions)
- 2011: Ars Vitae (Kompilation, Vici Solum Productions)
- 2013: Neogenesis (Album, Vici Solum Productions)